# A Sötét árvák epizódjainak listája
Ez a szócikk a Sötét árvák című  sorozat epizódjait sorolja fel.

## Évados áttekintés
| Évad | Évad | Részek száma | Részek száma | Eredeti sugárzás  | Eredeti sugárzás    | Eredeti adó | Magyar sugárzás   | Magyar sugárzás     | Magyar adó |
| Évad | Évad | Részek száma | Részek száma | Évadbemutató      | Évadzáró            | Eredeti adó | Évadbemutató      | Évadzáró            | Magyar adó |
| ---- | ---- | ------------ | ------------ | ----------------- | ------------------- | ----------- | ----------------- | ------------------- | ---------- |
|      | 1.   | 10           | 10           | 2013. március 30. | 2013. június 1.     | BBC America | 2016. december 2. | 2017. február 3.    | RTL Spike  |
|      | 2.   | 10           | 10           | 2014. április 19. | 2014. június 21.    | BBC America | 2017. február 10. | 2017. április 14.   | RTL Spike  |
|      | 3.   | 10           | 10           | 2015. április 18. | 2015. június 20.    | BBC America | 2017. április 21. | 2017. június 23.    | RTL Spike  |
|      | 4.   | 10           | 10           | 2016. április 14. | 2016. június 16.    | BBC America | 2017. június 30.  | 2017. szeptember 1. | RTL Spike  |
|      | 5.   | 10           | 10           | 2017. június 10.  | 2017. augusztus 12. | BBC America | n. a.             | n. a.               | n. a.      |

## Epizódok

### Első évad (2013)
| Sor. | Év. | Cím                                                                      | Rendező        | Író           | Premier                              | Nézettség         | Gyártási szám |
| --- | --- | ------------------------------------------------------------------------ | -------------- | ------------- | ------------------------------------ | ----------------- | ------------- |
| 1. | 1.  | Természetes kiválasztódás (Natural Selection)                            | John Fawcett   | Graeme Manson | 2013. március 30. 2016. december 2.  | 0,684 millió n.a. | 101           |
| Sarah, a saját rossz döntései következményeit viselő szélhámos szemtanúja lesz egy hozzá tökéletesen hasonlító idegen nő öngyilkosságának.                      |     |                                                                          |                |               |                                      |                   |               |
| 2. | 2.  | Ösztön (Instinct)                                                        | John Fawcett   | Graeme Manson | 2013. április 6. 2016. december 9.   | 0,409 millió n.a. | 102           |
| Sarah bajba kerül: egy hulla van a kocsijában, és egy gyilkos szegődik a nyomába.                                                                               |     |                                                                          |                |               |                                      |                   |               |
| 3. | 3.  | Változás a természetben (Variation Under Nature)                         | David Frazee   | Graeme Manson | 2013. április 13. 2016. december 16. | 0,350 millió n.a. | 103           |
| Sarah-t megrázza a felismerés, hogy ő és a többi árva klónok. Szeretné rátenni a kezét a pénzre, és meglógni a városból.                                        |     |                                                                          |                |               |                                      |                   |               |
| 4. | 4.  | A külső tényezők hatásai (Effects of External Conditions)                | Grant Harvey   | Karen Walton  | 2013. április 20. 2016. december 23. | 0,361 millió n.a. | 104           |
| Sarah rájön, hogy az árvák túléléséhez nem elég rendőrnek kiadnia magát. A gyilkos utáni nyomozás veszélybe sodorja a rég várt találkozást a lányával, Kirával. |     |                                                                          |                |               |                                      |                   |               |
| 5. | 5.  | A létezés feltételei (Conditions of Existence)                           | TJ Scott       | Alex Levine   | 2013. április 27. 2016. december 30. | 0,327 millió n.a. | 105           |
| Amikor a rémisztő bizonyítékok azt sugallják, hogy az árvák egy gonosz kísérlet részei, Sarah gyanakodni kezd Paulra, Beth barátjára.                           |     |                                                                          |                |               |                                      |                   |               |
| 6. | 6.  | A háziasítás során végbemenő változások (Variations Under Domestication) | John Fawcett   | Will Pascoe   | 2013. május 4. 2017. január 6.       | 0,340 millió n.a. | 106           |
| Sarah nyomozását a külvárosba tett látogatás szakítja meg. |     |                                                                          |                |               |                                      |                   |               |
| 7. | 7.  | Szokatlanul fejlődött részek (Parts Developed in an Unusual Manner)      | Brett Sullivan | Tony Elliott  | 2013. május 11. 2017. január 13.     | 0,280 millió n.a. | 107           |
| Paul eltűnése után Sarah kénytelen felvállalni a nyílt harcot az összeesküvőkkel.                                                                               |     |                                                                          |                |               |                                      |                   |               |
| 8. | 8.  | Kuszán benőtt part (Entangled Bank)                                      | Ken Girotti    | Karen Walton  | 2013. május 18. 2017. január 20.     | 0,367 millió n.a. | 108           |
| Sarah tettei következtében az árvák egymás ellen fordulnak, miközben ő a következő lépést tervezi.                                                              |     |                                                                          |                |               |                                      |                   |               |
| 9. | 9.  | Szándéktalan kiválasztás (Unconscious Selection)                         | TJ Scott       | Alex Levine   | 2013. május 25. 2017. január 27.     | 0,253 millió n.a. | 109           |
| Miután Kira élete veszélybe kerül, Sarah harcba indul, Dr. Leekie figyelmeztetése miatt azonban kétszer is meggondolja, hogy bosszút álljon-e.                  |     |                                                                          |                |               |                                      |                   |               |
| 10. | 10. | Végtelenül sokféle, gyönyörű forma (Endless Forms Most Beautiful)        | John Fawcett   | Graeme Manson | 2013. június 1. 2017. február 3.     | 0,376 millió n.a. | 110           |
| Sarah utolsó esélye is elszáll, hogy visszaadja nemezise józanságát, amikor Art közbelép, hogy ő is válaszokra leljen.                                          |     |                                                                          |                |               |                                      |                   |               |

### Második évad (2014)
| Sor. | Év. | Cím | Rendező        | Író                         | Premier                             | Nézettség         | Gyártási szám |
| --- | --- | --- | -------------- | --------------------------- | ----------------------------------- | ----------------- | ------------- |
| 11. | 1.  | A természet megbéklyózva és bosszúsan (Nature Under Constraint and Vexed)                                          | John Fawcett   | Graeme Manson               | 2014. április 19. 2017. február 10. | 0,620 millió n.a. | 201           |
| Sarah helyzete kilátástalan: menekülnie kell veszélyes üldözői elől, ráadásul lánya, Kira is nyomtalanul eltűnt. |     | |                |                             |                                     |                   |               |
| 12. | 2.  | A józan ész és a vallás által vezérelve (Governed by Sound Reason and True Religion)                               | John Fawcett   | Karen Walton ,Graeme Manson | 2014. április 26. 2017. február 17. | 0,718 millió n.a. | 202           |
| Alison továbbra is szenved az Aynsley halálát követő gyásztól és bűntudattól. Cosima egyre jobban küzd rejtélyes betegségének tüneteivel, miközben Sarah Art segítségét kéri Kira megtalálásához.                                |     | |                |                             |                                     |                   |               |
| 13. | 3.  | Megismerő képesség (Mingling Its Own Nature With It)                                                               | TJ Scott       | Alex Levine                 | 2014. május 3. 2017. február 24.    | 0,450 millió n.a. | 203           |
| Miután megpróbál minél messzebbre szökni Felix-szel, Sarah a múltjának egy fontos szereplőjével, egykori szerelmével, Cal Morisonnal fut össze véletlenül.                                                                       |     | |                |                             |                                     |                   |               |
| 14. | 4.  | Mintha a véletlen uralkodna rajtuk (Governed as It Were by Chance)                                                 | David Frazee   | Russ Cochranec              | 2014. május 10. 2017. március 3.    | 0,484 millió n.a. | 204           |
| Sarah túlél egy autóbalesetet, és Kirát is sikerül megtalálnia. Ezt követően visszatér a városba, hogy válaszokat keressen. |     | |                |                             |                                     |                   |               |
| 15. | 5.  | A tudás már önmagában hatalom (Ipsa Scientia Potestas Est)                                                         | Helen Shaver   | Tony Elliott                | 2014. május 17. 2017. március 10.   | 0,510 millió n.a. | 205           |
| Rachel felkészült a harcra, hiszen a Sarah számára legfontosabb embert bántotta. Ennek ellenére mégsem tudja megakadályozni Rosen halálát...                                                                                     |     | |                |                             |                                     |                   |               |
| 16. | 6.  | Kilesni a természet titkait (To Hound Nature in Her Wanderings)                                                    | Brett Sullivan | Chris Roberts               | 2014. május 24. 2017. március 17.   | 0,541 millió n.a. | 206           |
| Sarah egy nem éppen megbízható szövetségesre lel, akivel közösen követik a nyomokat, melyek talán elvezethetnek a klónkísérletek forrásához.                                                                                     |     | |                |                             |                                     |                   |               |
| 17. | 7.  | Megismerni a természetben az okokat, mozgásokat és belső erőket (Knowledge of Causes, and Secret Motion of Things) | Ken Girotti    | Aubrey Nealon               | 2014. május 31. 2017. március 24.   | 0,497 millió n.a. | 207           |
| Az egyik, a drogelvonón megismert bizalmasa elárulja Alisont és megfenyegeti a lányt azzal, hogy leleplezi Aynsley halálának valódi okát, Alison beleveti magát a kanadai nemzeti ünnepet követő éjszakába.                      |     | |                |                             |                                     |                   |               |
| 18. | 8.  | Zavaró behatásoktól soha nem mentesen (Variable and Full of Perturbation)                                          | John Fawcett   | Karen Walton                | 2014. június 7. 2017. március 31.   | 0,576 millió n.a. | 208           |
| A klón-összeesküvés egy újabb rejtélyes alakja jelenik meg Felixnél, őrületbe kergetve a férfit. Miután Cosima kifogyott a lehetőségekből, Sarah mérlegeli, hogy feladja-e fontos hatalmi előnyét és megállapodjon-e a DYAD-dal. |     | |                |                             |                                     |                   |               |
| 19. | 9.  | Létrehozni valamit, ami eddig soha nem létezett (Things Which Have Never Yet Been Done)                            | TJ Scott       | Alex Levine                 | 2014. június 14. 2017. április 7.   | 0,613 millió n.a. | 209           |
| Cosima egyre rosszabbul van, Sarah így szorult helyzetbe kerül, minden döntése és tette a szerettei életét sodorhatja veszélybe.                                                                                                 |     | |                |                             |                                     |                   |               |
| 20. | 10. | Ha soha nem térünk új utakra (By Means Which Have Never Yet Been Tried)                                            | John Fawcett   | Graeme Manson               | 2014. június 21. 2017. április 14.  | 0,538 millió n.a. | 210           |
| A DYAD-dal vívott háború hiábavalónak tűnik, amikor Rachel újabb aljas húzása megadásra kényszeríti a megtört Sarah-t. |     | |                |                             |                                     |                   |               |

### Harmadik évad (2015)
| Sor. | Év. | Cím                                                                               | Rendező         | Író                           | Premier                             | Nézettség         | Gyártási szám |
| --- | --- | --------------------------------------------------------------------------------- | --------------- | ----------------------------- | ----------------------------------- | ----------------- | ------------- |
| 21. | 1.  | Eme kombinációnak a terhe (The Weight of This Combination)                        | David Frazee    | Graeme Manson                 | 2015. április 18. 2017. április 21. | 0,535 millió n.a. | 301           |
| Sarah az eltűnt Helena után kutat a Topside halálos fenyegetése árnyékában, eközben Castor is újra feltűnik. |     |                                                                                   |                 |                               |                                     |                   |               |
| 22. | 2.  | Átmeneti válság (Transitory Sacrifices of Crisis)                                 | John Fawcett    | Aubrey Nealon                 | 2015. április 25. 2017. április 28. | 0,420 millió n.a. | 302           |
| Sarah arra kényszerül, hogy egy életre szóló áldozatot hozzon, hogy Castor ne juthasson hozzá az eredeti szövetmintákhoz. |     |                                                                                   |                 |                               |                                     |                   |               |
| 23. | 3.  | Formalizált, komplex és költséges (Formalized, Complex, and Costly)               | John Fawcett    | Chris Roberts                 | 2015. május 2. 2017. május 5.       | 0,443 millió n.a. | 303           |
| Mindenki az eredeti klón-DNS után kutat, amíg fény nem derül a Castor és Leda közti kapcsolatra, ami mindenkit sokként ér. |     |                                                                                   |                 |                               |                                     |                   |               |
| 24. | 4.  | A védekezés új eszközei (Newer Elements of Our Defence)                           | Chris Grismer   | Russ Cochrane                 | 2015. május 9. 2017. május 12.      | 0,406 millió n.a. | 304           |
| Sarah és Helena feszült hangulatban találkoznak újra, és ha ez még nem volna elég, néhány furcsa tünet Gracie és Patty-n is előjön, amihez Castornak is köze lehet. |     |                                                                                   |                 |                               |                                     |                   |               |
| 25. | 5.  | Múltbéli frusztrációktól megrettenve (Scarred by Many Past Frustrations)          | David Frazee    | Alex Levine                   | 2015. május 16. 2017. május 19.     | 0,460 millió n.a. | 305           |
| Sarah és Helena feszült hangulatban találkoznak újra, és ha ez még nem volna elég, néhány furcsa tünet Gracie és Patty-n is előjön, amihez Castornak is köze lehet. Eközben Paul keményen leszidja Sarah-t, és míg a kapcsolatuk kezd egyre feszültebbé válni, a Leda család egyre inkább aggódik Sarah távolléte miatt, Cosima pedig nagyon hamar gyengéd érzelmeket kezd táplálni az internetes randija, Shay iránt.                                                                   |     |                                                                                   |                 |                               |                                     |                   |               |
| 26. | 6.  | A csatamező borzalmai (Certain Agony of the Battlefield)                          | Helen Shaver    | Aubrey Nealon                 | 2015. május 23. 2017. május 26.     | 0,393 millió n.a. | 306           |
| Amikor Paul rájön, hogy Coady valójában mit tervez Castorral, nincs más választása, mint kockáztatni. De vajon lesz elég ideje, hogy Sarah-t is megmentse? |     |                                                                                   |                 |                               |                                     |                   |               |
| 27. | 7.  | Idővámpírok (Community of Dreadful Fear and Hate)                                 | Ken Girotti     | Sherry White                  | 2015. május 30. 2017. június 2.     | 0,372 millió n.a. | 307           |
| Alison megpróbálja megmenteni anyja szappanboltját, hogy Donnie-val komolyabban űzhessék a kábítószer kereskedelmet, azonban a makacs Connie inkább csak hátráltatja őket, ahelyett, hogy hasznukra lenne. |     |                                                                                   |                 |                               |                                     |                   |               |
| 28. | 8.  | Kegyetlen célok és álnok módszerek (Ruthless in Purpose, and Insidious in Method) | Aaron Morton    | Graeme Manson , Chris Roberts | 2015. június 6. 2017. június 9.     | 0,522 millió n.a. | 308           |
| Rachel megígéri Sarah-nak, hogy megfejti apja titkos könyvét, de cserébe a szabadságát kéri, úgyhogy egy másik klónt kell találni, aki átveheti a helyét. |     |                                                                                   |                 |                               |                                     |                   |               |
| 29. | 9.  | A jövő csődbement szelleme (Insolvent Phantom of Tomorrow)                        | Vincenzo Natali | Russ Cochrane                 | 2015. június 13. 2017. június 16.   | 0,401 millió n.a. | 309           |
| Sarah, Felix, és Mrs. S visszatér Londonba, Mrs. S szülőföldjére abban a reményben, hogy nyomára bukkanhatnak az eredeti Castornak. Azonban nincsenek egyedül, Ferdinand is az eredeti után kutat. Otthon Donnie próbálja megmenteni a családi vállalkozást, miután Pouchy súlyos hibát vét. Cosima elkezd gyanakodni Shay-re, Delphine pedig a saját kezébe veszi az ügyet. Azonban minden megváltozik, miután Lede szemtől-szembe kerül az eredeti Castorral egy váratlan csavar után. |     |                                                                                   |                 |                               |                                     |                   |               |
| 30. | 10. | Még megírásra váró történelem (History Yet to Be Written)                         | John Fawcett    | Graeme Manson                 | 2015. június 20. 2017. június 23.   | 0,428 millió n.a. | 310           |
| Rachel sikeres műtéten esik át, azonban egy új, megváltozott valóságban ébred fel. |     |                                                                                   |                 |                               |                                     |                   |               |

### Negyedik évad (2016)
| Sor. | Év. | Cím                                                                     | Rendező          | Író                                   | Premier                              | Nézettség         | Gyártási szám |
| --- | --- | ----------------------------------------------------------------------- | ---------------- | ------------------------------------- | ------------------------------------ | ----------------- | ------------- |
| 31. | 1.  | Összeomló természet (The Collapse of Nature)                            | John Fawcett     | Graeme Manson                         | 2016. április 14. 2017. június 30.   | 0,229 millió n.a. | 401           |
| Kéthónapnyi pihenés után Sarah, Siobhan, Kendall és Kira visszatérnek. |     |                                                                         |                  |                                       |                                      |                   |               |
| 32. | 2.  | Szabálytalan határátlépés (Transgressive Border Crossing)               | John Fawcett     | Russ Cochrane                         | 2016. április 21. 2017. július 7.    | 0,271 millió n.a. | 402           |
| A Klónok óvatosak Sarah különös hazatérését illetően, de Sarah hajthatatlan a saját tervét illetően, azaz mindenáron igyekszik megtalálni a titokzatos M.K.-t, hogy végre válaszokat szerezzen. A kéthónapnyi pihenés alatt a "nővérek" és Felix továbbléptek és nem akarják feladni a normalitás látszatát. Cosima görcsösen igyekszik optimista maradni Delphine eltűnését követően, miközben közösen dolgozik Scott-tal, hogy gyógymódot találjanak. |     |                                                                         |                  |                                       |                                      |                   |               |
| 33. | 3.  | A fejlődés által megbélyegezve (The Stigmata of Progress)               | Ken Girotti      | Aubrey Nealon                         | 2016. április 28. 2017. július 14.   | 0,242 millió n.a. | 403           |
| Sarah próbál magához térni, miután felfedezte a Neolution nevű biotechnológiai szerkezetet, amelyet az állkapcsába építettek. A rejtély felgöngyölítése érdekében Dizzy-től próbál válaszokat szerezni, aki vonakodva ugyan, de segít. Susan Duncan visszatér, hogy hosszú távollétét követően meglátogassa Rachel-t és elkezdjék újraépíteni a kapcsolatukat. |     |                                                                         |                  |                                       |                                      |                   |               |
| 34. | 4.  | Ösztöntől észszerű irányításig (From Instinct to Rational Control)      | Peter Stebbings  | Alex Levine                           | 2016. május 5. 2017. július 21.      | 0,218 millió n.a. | 404           |
| Sarah kényelmetlen szövetséget köt Ferdinanddal, mivel azt hiszi, közös a céljuk: megtalálni és kiiktatni a Neolution vezetőjét, Susan Duncant. Egyesítve erőiket Sarah beleegyezik, hogy felkeresse M.K.-t a Ferdinand-nak küldött üzenet lenyomozása érdekében. M.K.-nél azonban nem jár sikerrel, így Sarah visszatér Dizzy-hez, aki visszautasítja vissza a lányt tolakodó viselkedése és titkolózása miatt. Eközben Alison veszélyes küldetést indít: a korábban Beth által átvizsgált Neolutionist-klinikára küldi el Donnie-t és Felixet inkognitóban. |     |                                                                         |                  |                                       |                                      |                   |               |
| 35. | 5.  | Humán nyersanyag (Human Raw Material)                                   | David Wellington | Kate Melville                         | 2016. május 12. 2017. július 28.     | 0,223 millió n.a. | 405           |
| Sarah betartja az ígéretét, és Kirával tölt egy kis szabadidőt, ám a játékos kikapcsolódás hamar macska-egér játékba torkollik, amikor Sarah megtudja, hogy Adele és Felix egy a Neolution-höz köthető weboldalon keresztül kapcsolatban állnak egymással. Sarah nyomozni kezd és megszerzi Felix és Adele DNS-ét, hogy összevethesse a mintákat, és kiderüljön, hogy Adele tényleg Felix testvére-e, vagy a Neolution ténykedése van a háttérben. |     |                                                                         |                  |                                       |                                      |                   |               |
| 36. | 6.  | Az altruizmus szégyene (The Scandal of Altruism)                        | Grant Harvey     | Chris Roberts                         | 2016. május 19. 2017. augusztus 4.   | 0,248 millió n.a. | 406           |
| Cosima beismeri, hogy Sarah-nak nem lesz elég ideje arra, hogy saját maga találjon gyógymódot, ezzel pedig arra sarkallja a lányt, hogy egy veszélyes üzletet kössön Susan Duncannel és Evie Choval. Sajnos azonban a gyógymód megtalálásához elengedhetetlen, hogy a Neolúció újrakezdje a klónozással kapcsolatos kísérleteket. Eközben Krystal is feltűnik, aki a saját összeesküvés-elméletét akarja bizonyítani. |     |                                                                         |                  |                                       |                                      |                   |               |
| 37. | 7.  | Szex aszociálisan (The Antisocialism of Sex)                            | David Frazee     | Nikolijne Troubetzkoy , Graeme Manson | 2016. május 26. 2017. augusztus 11.  | 0,258 millió n.a. | 407           |
| Siobhan Sarah-t vádolja Kendall halála miatt, ezért Sarah meghátrál, és visszatér korábbi életviteléhez: meggondolatlanná, és a felelősséget folyamatosan hárító kívülállóvá válik. A laborban Cosimát Kendall halálával és Delphine meggyilkolásával kapcsolatos emlékek kísértik. Scott eközben, a kimerülő erőforrások ellenére is eltökélten keresi a gyógymódot, Cosima viszont egy még veszélyesebb módot választ a gyógyító anyag megtalálására. |     |                                                                         |                  |                                       |                                      |                   |               |
| 38. | 8.  | Természetes objektumok újramodellezve (The Redesign of Natural Objects) | Aaron Morton     | Peter Mohan                           | 2016. június 2. 2017. augusztus 18.  | 0,245 millió n.a. | 408           |
| Sarah meggyőzi M.K.-t, hogy a lány kösse össze őket a számkivetett Susan Duncannel, ezzel esélyt adva Cosimának és Susannak arra, hogy együtt találhassák meg a gyógymódot. Amíg Sarah figyelmét elterelik, Siobhan ellopja a lány puskáját, Sarah pedig rájön, hogy Siobhan Duko nyomába eredt és bosszút forral a nyomozó ellen. Felixnek eközben sikerül jogi segítséget kérnie Adele-től, ami lehetőséget nyújthat arra, hogy megoldják Alison és Donnie "szappankapszula" ügyét. |     |                                                                         |                  |                                       |                                      |                   |               |
| 39. | 9.  | A versengés csökkentése (The Mitigation of Competition)                 | David Frazee     | Alex Levine                           | 2016. június 9. 2017. augusztus 25.  | 0,291 millió n.a. | 409           |
| Susan Duncan tanúskodásával a két esküdt ellenség, Sarah és Rachel egy közös ellenfél, Evie Cho legyőzése érdekében lép egymással szövetségre. Bár Sarah egyelőre nem igazán bízik Rachelben, és ez fordítva is igaz, a két lány megegyezik, hogy kiiktatják Evie-t és visszajuttatják Susant a Neolúció igazgatói székébe. Eközben Cosima megérkezik Susan szigetére és ők ketten el is kezdenek dolgozni a gyógymódon. Susan elmeséli Cosimának a Neolúció történetét, és nem tudják kikerülni a Susan kísérleteivel kapcsolatos etikai kérdések ügyét sem. Alison pedig kiszabadítja Donnie-t a börtönből, ám a menekülés nehezebb a vártnál, hiszen a Neolúció és a gyanakvó szomszédok miatt is nehézségekbe ütköznek. |     |                                                                         |                  |                                       |                                      |                   |               |
| 40. | 10. | Táncoló egerek és pszichopaták (From Dancing Mice to Psychopaths)       | John Fawcett     | Graeme Manson                         | 2016. június 16. 2017. szeptember 1. | 0,325 millió n.a. | 410           |
| Cosima elárulja Sarah-nak, hogy megtalálták a gyógymódot, de nem tart sokáig örömük, ugyanis Cosima állapota hirtelen súlyosbodni kezd. Rachelt felkeresi egy régi, veszélyes szövetséges, ezzel ismét előhozva belőle kegyetlen énjét. A Krystaltól kapott információknak hála Sarah rájön, hogy Rachel át akarja venni Susan helyét az emberek klónozásában, ami azért is aggasztó, mert Rachel gonosz és egyben sokkal ambiciózusabb is, mint Susan valaha volt. Mivel Cosima segítségére nem számíthat, Sarah a Neolution szívébe utazik, melyről közben Rachel megtudja, hogy sokkal ősibb, mint azt eddig gondolták.                                                                                                  |     |                                                                         |                  |                                       |                                      |                   |               |

### Ötödik évad (2017)
| Sor. | Év. | Cím                                      | Rendező          | Író                                   | Premier                  | Nézettség         | Gyártási szám |
| ---- | --- | ---------------------------------------- | ---------------- | ------------------------------------- | ------------------------ | ----------------- | ------------- |
| 41.  | 1.  | The Few Who Dare                         | John Fawcett     | Graeme Manson                         | 2017. június 10. n.a.    | 0,278 millió n.a. | 501           |
| 42.  | 2.  | Clutch of Greed                          | John Fawcett     | Jeremy Boxen                          | 2017. június 17. n.a.    | 0,225 millió n.a. | 502           |
| 43.  | 3.  | Beneath Her Heart                        | David Wellington | Alex Levine                           | 2017. június 24. n.a.    | 0,208 millió n.a. | 503           |
| 44.  | 4.  | Let the Children & the Childbearers Toil | David Wellington | Greg Nelson                           | 2017. július 1. n.a.     | 0,277 millió n.a. | 504           |
| 45.  | 5.  | Ease for Idle Millionaires               | Helen Shaver     | Jenn Engels                           | 2017. július 8. n.a.     | 0,271 millió n.a. | 505           |
| 46.  | 6.  | Manacled Slim Wrists                     | Grant Harvey     | David Bezmozgis                       | 2017. július 15. n.a.    | 0,236 millió n.a. | 506           |
| 47.  | 7.  | Gag or Throttle                          | David Frazee     | Renée St. Cyr                         | 2017. július 22. n.a.    | 0,278 millió n.a. | 507           |
| 48.  | 8.  | Guillotines Decide                       | Aaron Morton     | Aisha Porter-Christie & Graeme Manson | 2017. július 29. n.a.    | 0,285 millió n.a. | 508           |
| 49.  | 9.  | One Fettered Slave                       | David Frazee     | Alex Levine                           | 2017. augusztus 5. n.a.  | 0,305 millió n.a. | 509           |
| 50.  | 10. | To Right the Wrongs of Many              | John Fawcett     | Renée St. Cyr & Graeme Manson         | 2017. augusztus 12. n.a. | 0,376 millió n.a. | 510           |